# Memorial de Paine
El memorial de Paine «Un lloc per a la memòria» és un memorial construït en homenatge als setanta executats polítics i als detinguts desapareguts de la localitat de Paine, una comuna al sud de Santiago de Xile, durant la dictadura cívic-militar encapçalada per Augusto Pinochet. La majoria de les víctimes en aquesta zona foren treballadors i camperols, que van ser perseguits per carabiners i membres de l'exèrcit en col·laboració amb civils. Paine és la comuna de Xile amb major nombre de víctimes en proporció a la quantitat d'habitants.
Fou inaugurat el 25 de maig de l'any 2008, gràcies a l'Agrupació de Familiars de Detinguts i Desapareguts de Paine (AFDD) que va contactar amb el Programa de Drets Humans del Ministeri de l'Interior i el Ministeri d'Obres Públiques, Transports i Telecomunicacions, així com amb el Ministeri de Béns Nacionals de Xile. És gestionat per la Corporación Paine un Lugar para la Memoria creada l'any 2004 amb «el propòsit de desenvolupar programes i projectes que permetin la promoció de la memòria i consciència sobre els Drets Humans».

## El monument
Va ser dissenyat per l'artista plàstica Alejandra Rudoff i els arquitectes Jorge Iglesias G. i Leopoldo Prat V. el 2007, com una metàfora a un gran bosc artificial on s'erigeixen 1000 troncs de diverses alçades entremig dels quals els espais recorden a cadascun dels 70 homes desapareguts. Al centre del conjunt, un espai crea una espècie d'àgora central de 12 x 12 metres, permetent un espai per a la trobada i les commemoracions. El paviment de la zona per als vianants és de lumaquel·la blanca, tant per reflectir la llum com donar so als passos que li donin un simbolisme en detenir-se als setanta espais buits decorats amb mosaics —dissenyats i construïts pels familiars i amics de les víctimes amb assessoria d'arquitectes i artistes—, un per cadascuna de les persones desaparegudes.